# Chelyosoma inaequale
Chelyosoma inaequale is een zakpijpensoort uit de familie van de Corellidae. De wetenschappelijke naam van de soort is voor het eerst geldig gepubliceerd in 1913 door Redikorzev.